# Schloss Kozienice

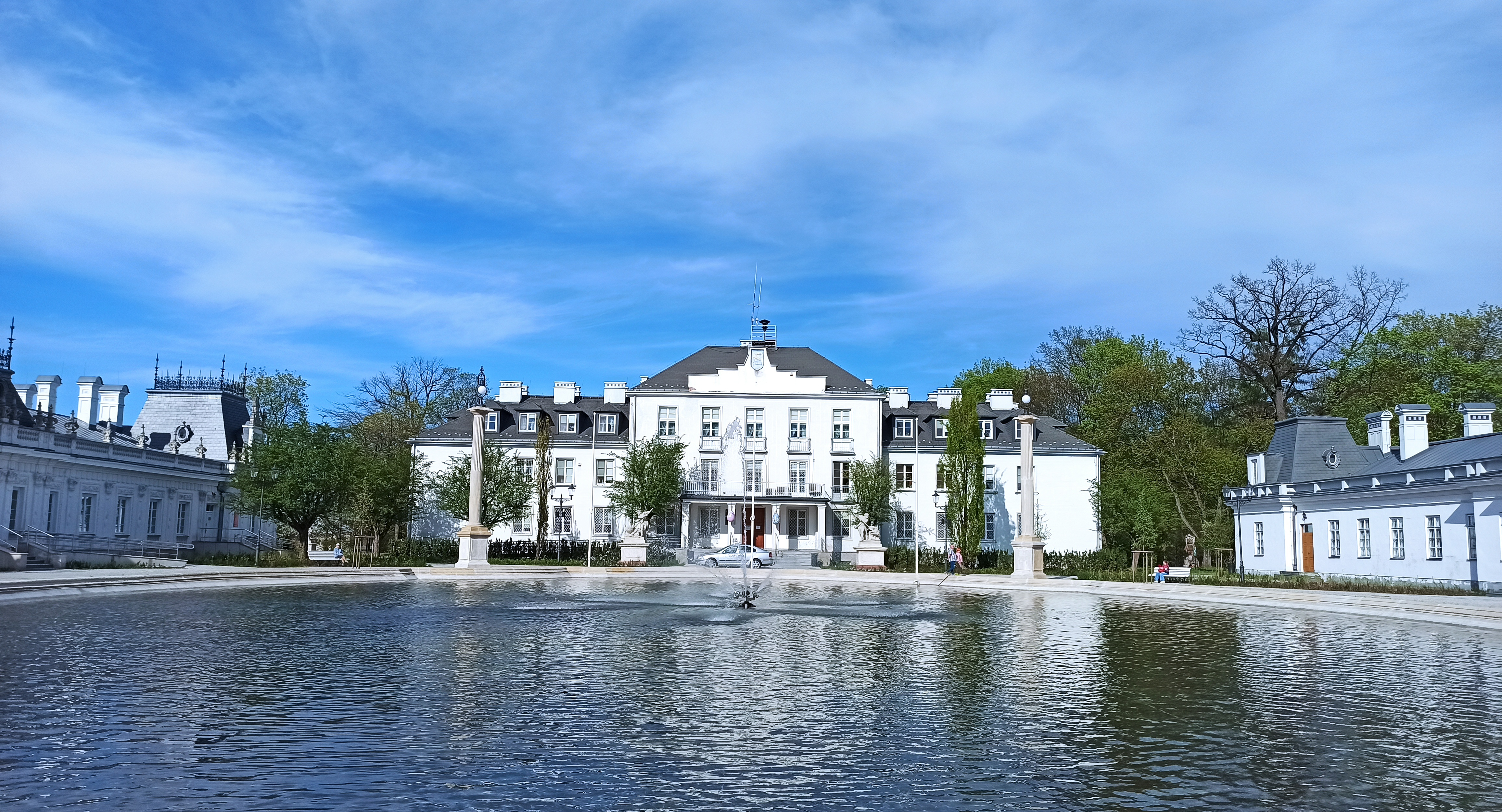
Frontalansicht

Das Schloss Kozienice ist ein frühklassizistischer Palast, der im 18. Jahrhundert in Kozienice von Francesco Placidi und Jan Kanty Fontana für den polnisch-litauischen König Stanislaus II. August Poniatowski errichtet wurde.

## Geschichte
Das Gebäude wurde in den Jahren 1778 bis 1791 gebaut. Im 19. Jahrhundert wurde es von 1839 bis 1865 und von 1896 bis 1900 für General Ivan Dehn und seine Nachkommen von François Arveuf umgestaltet. Es blieb bis 1914 im Besitz des russischen Adelsgeschlechts der Dehn. Nach dem Ersten Weltkrieg diente der Palast als Verwaltungsgebäude und wird derzeit (Stand 7/2025) als Regionalmuseum genutzt.